# Space Patrol Luluco
Space Patrol Luluco (宇宙パトロールルル子?, Uchū patorōru Ruruko, lett. "Luluco, la ronda spaziale") è una serie televisiva anime di corti trasmessa in Giappone dal 1º aprile al 24 giugno 2016. Ideata da Hiroyuki Imaishi per celebrare il quinto anniversario dello studio d'animazione Trigger, in Italia è stata trasmessa in streaming, in contemporanea col Giappone, da Crunchyroll. Un adattamento manga ha iniziato la serializzazione sull'Ultra Jump di Shūeisha il 19 aprile 2016 ed è terminato il 18 giugno 2016.

## Personaggi
Luluco (ルル子?, Ruruko)
Doppiata da: Mao Ichimichi
Alpha Omega Nova (ΑΩ・ノヴァ?, AΩ Nova)
Doppiato da: Jun'ya Enoki
Midori (ミドリ?)
Doppiata da: Mayumi Shintani
Over Justice (オーバージャスティス?, Ōbā Jasutisu)
Doppiato da: Tetsu Inada
Keiji (ケイジ?)
Doppiato da: Mitsuo Iwata
Segretaria (秘書?, Hisho)
Lalaco Godspeed (ララ子・ゴッドスピード?, Rarako Goddosupīdo)
Doppiata da: Yōko Honna

## Episodi
| Nº | Titolo italiano Giapponese 「Kanji」 - Rōmaji                                                | In onda        | In onda |
| Nº | Titolo italiano Giapponese 「Kanji」 - Rōmaji                                                | Giapponese     |         |
| 1  | Sono una normale studentessa delle medie 「私、普通の中学生」 - Watashi, futsū no chūgakusei | 1º aprile 2016 |         |
| 2  | 「転校生が来た！」 - Tenkōsei ga kita!                                                       | 8 aprile 2016  |         |
| 3  | L'aula è un campo di battaglia 「戦場教室」 - Senjō kyōshitsu                                | 15 aprile 2016 |         |
| 4  | Verso lo spazio, tutta sola 「ひとりぼっちの空へ」 - Hitoribocchi no sora e                  | 22 aprile 2016 |         |
| 5  | E adesso, cosa faccio? 「どうしたらいいの」 - Dō shitara ii no                               | 29 aprile 2016 |         |
| 6  | Il risveglio, almeno in parte 「目覚めたその部分」 - Mezameta sono bubun                     | 6 maggio 2016  |         |
| 7  | La trappola del filo del destino 「運命の糸の罠」 - Unmei no ito no wana                     | 13 maggio 2016 |         |
| 8  | La trappola del potere misterioso 「不思議な力の罠」 - Fushigi na chikara no wana            | 20 maggio 2016 |         |
| 9  | La vera trappola 「本当の罠」 - Hontō no wana                                                | 27 maggio 2016 |         |
| 10 | È tutto finito 「全部おわり」 - Zenbu owari                                                  | 3 giugno 2016  |         |
| 11 | Non l'avevo capito 「私、わかってなかった」 - Watashi, wakattenakatta                        | 10 giugno 2016 |         |
| 12 | La dichiarazione 「告白」 - Kokuhaku                                                         | 17 giugno 2016 |         |
| 13 | Sono parte dello spazio… 「私、宇宙の……」 - Watashi, uchū no…                                | 24 giugno 2016 |         |